# East London Museum

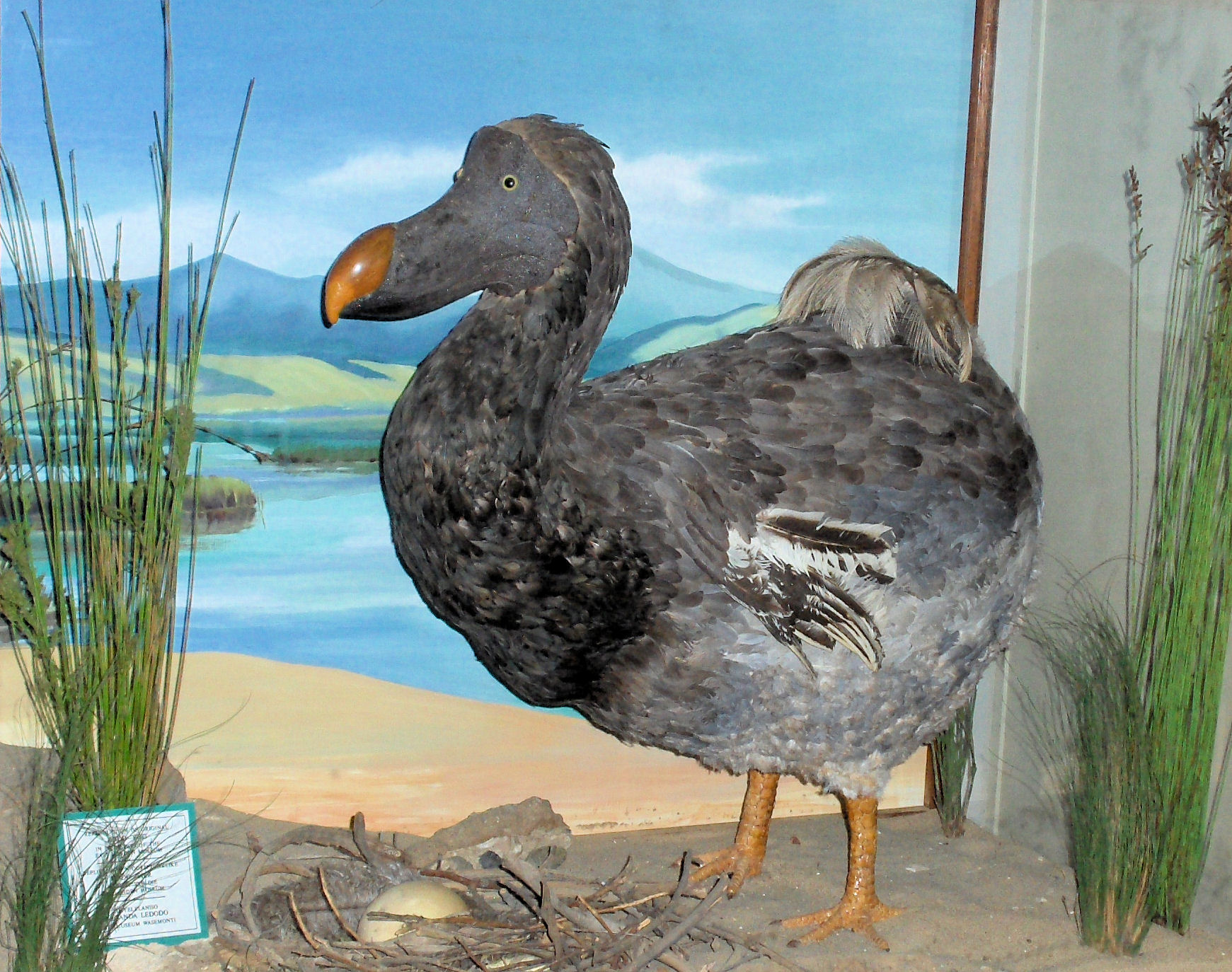
Réplica de dodô exposta no museu.

East London Museum é um museu localizado em East London, Cabo Oriental, África do Sul, notável por conter o espécime-tipo do celacanto, um peixe que se acreditava estar extinto há muito tempo. Foi o local de trabalho de Marjorie Courtenay-Latimer, a descobridora do peixe. Foi criado em 1921 e apresenta exposições sobre história natural e cultural.
O museu está aberto todos os dias do ano, exceto no dia de Natal e na sexta-feira santa. Existem outras galerias dentro do museu além da exibição do celacanto. O museu oferece exibições de pérolas e cultura tradicional de Nguni. A galeria marítima inclui modelos de navios e artefatos de naufrágios.